# Deutsche Badmintonmeisterschaft 1991
Die Deutsche Badmintonmeisterschaft 1991 fand vom 1. bis zum 3. Februar 1991 in Duisburg-Rheinhausen statt.

## Medaillengewinner
| Disziplin    | Gold                                                                          | Silber                                                                     | Bronze                                                                                      |
| ------------ | ----------------------------------------------------------------------------- | -------------------------------------------------------------------------- | ------------------------------------------------------------------------------------------- |
| Herreneinzel | Henner Sudfeld (BC Eintracht Südring Berlin)                                  | Michael Keck (SV Fortuna Regensburg)                                       | Markus Keck (SV Fortuna Regensburg)                                                         |
| Herreneinzel | Henner Sudfeld (BC Eintracht Südring Berlin)                                  | Michael Keck (SV Fortuna Regensburg)                                       | Detlef Poste (TTC Brauweiler 1948)                                                          |
| Dameneinzel  | Katrin Schmidt (TuS Wiebelskirchen)                                           | Nicole Baldewein (OSC Düsseldorf)                                          | Andrea Findhammer (1. BV Mülheim)                                                           |
| Dameneinzel  | Katrin Schmidt (TuS Wiebelskirchen)                                           | Nicole Baldewein (OSC Düsseldorf)                                          | Heidi Krickhaus (BC Eintracht Südring Berlin)                                               |
| Herrendoppel | Volker Eiber (FC Bayer 05 Uerdingen) Ralf Rausch (FC Bayer 05 Uerdingen)      | Stefan Frey (FC Langenfeld) Robert Neumann (TV Mainz-Zahlbach)             | Martin Kranitz (SSV Heiligenwald) Franz-Josef Müller (SSV Heiligenwald)                     |
| Herrendoppel | Volker Eiber (FC Bayer 05 Uerdingen) Ralf Rausch (FC Bayer 05 Uerdingen)      | Stefan Frey (FC Langenfeld) Robert Neumann (TV Mainz-Zahlbach)             | Stephan Kuhl (1. BV Mülheim) Michael Keck (SV Fortuna Regensburg)                           |
| Damendoppel  | Kerstin Ubben (FC Langenfeld) Nicole Baldewein (OSC Düsseldorf)               | Anne-Katrin Seid (SV Fortuna Regensburg) Andrea Findhammer (1. BV Mülheim) | Karen Stechmann (VfL Stade) Kerstin Weinbörner (SSV Heiligenwald)                           |
| Damendoppel  | Kerstin Ubben (FC Langenfeld) Nicole Baldewein (OSC Düsseldorf)               | Anne-Katrin Seid (SV Fortuna Regensburg) Andrea Findhammer (1. BV Mülheim) | Petra Dieris-Wierichs (FC Bayer 05 Uerdingen) Heidi Krickhaus (BC Eintracht Südring Berlin) |
| Mixed        | Michael Keck (SV Fortuna Regensburg) Anne-Katrin Seid (SV Fortuna Regensburg) | Markus Keck (SV Fortuna Regensburg) Katrin Schmidt (TuS Wiebelskirchen)    | Stefan Frey (TV Mainz-Zahlbach) Cathrin Hoppe (TV Mainz-Zahlbach)                           |
| Mixed        | Michael Keck (SV Fortuna Regensburg) Anne-Katrin Seid (SV Fortuna Regensburg) | Markus Keck (SV Fortuna Regensburg) Katrin Schmidt (TuS Wiebelskirchen)    | Michael Helber (TuS Wiebelskirchen) Karen Stechmann (VfL Stade)                             |